# Sistema MKS de unidades
El sistema MKS de unidades expresa las magnitudes físicas utilizando como unidades fundamentales el metro, kilogramo y segundo.
Su nombre deriva, precisamente, de las iniciales de estas tres unidades (MKS). El sistema MKS de unidades sentó las bases para el Sistema Internacional de Unidades, que ahora sirve como estándar internacional. Sin embargo, han existido otras variantes que dependen de la época y el lugar.
Las unidades fundamentales se definen como sigue: 
- Metro (m): es una longitud igual a la del metro patrón que se conserva en la Oficina Internacional de Pesas y Medidas.
- Kilogramo (kg): es una masa igual a la del kilogramo patrón que se conserva en la misma Oficina Internacional de Pesas y Medidas. Su valor es aproximadamente igual a la masa de un decímetro cúbico de agua destilada a 4 °C (su temperatura de máxima densidad). Su símbolo es kg
- Segundo (s): se define como 1/86 400 del día solar medio.